# Dichapetalum chalotii
Dichapetalum chalotii är en tvåhjärtbladig växtart som beskrevs av Pellegrin. Dichapetalum chalotii ingår i släktet Dichapetalum och familjen Dichapetalaceae. Inga underarter finns listade i Catalogue of Life.